# 슈퍼액션 (텔레비전 프로그램)
《슈퍼액션》은 매주 일요일 밤 10시 50분에 방송된 스턴트맨 서바이벌 프로그램이다.

## 기획 의도
현역 스턴트맨들이 펼치는 최초의 리얼 액션 서바이벌. 대한민국 최강의 스턴트 크루를 가리기 위한 자존심 대결이 시작된다!

## 방송 일정
| 방송 채널 | 방송 기간               | 방송 시간                    | 비고 |
| tvN       |                         |                              |      |
| --------- | ----------------------- | ---------------------------- | ---- |
| tvN       | 2022년 11월 27일 ~ 현재 | 매주 일요일 밤 10:50 ~ 12:00 |      |

## 출연진
- 전현무 - 진행자
- 장혁 - 심사위원
- 강윤성 - 심사위원
- 이인섭 - 심사위원